# Alona smirnovi
Alona smirnovi là một loài động vật giáp xác thuộc họ Chydoridae. Đây là loài đặc hữu của Cộng hòa Macedonia. Môi trường sống tự nhiên của chúng là karst nội địa.